# Wayne DeAtley
John Wayne de Riley DeAtley (* 21. November 1958 in Takoma Park, Maryland) ist ein ehemaliger US-amerikanischer Bobsportler.
DeAtley besuchte die Venice High School in Florida, wo er Football, Basketball und Baseball spielte. 1984 konnte er sich für die Olympischen Winterspiele in Sarajevo qualifizieren. Dort erreichte er mit Frederick Fritsch den 17. Platz im Zweierbob.
DeAtley gehörte der US Navy an und arbeitete dort als Computertechniker.